# Луїс Моран
Луїс Моран Санчес (ісп. Luis Morán Sánchez, нар. 26 липня 1987, Луанко) — іспанський футболіст,нападник, відомий виступами за «Спортінг» (Хіхон).

## Ігрова кар'єра
Народився 26 липня 1987 року в Луанко. Вихованець футбольної школи клубу «Спортінг» (Хіхон). Дорослу футбольну кар'єру розпочав 2006 року в основній команді того ж клубу. По ходу сезону 2007/08 вже регулярно отримував ігровий час у головній команді і допоміг їй здобути підвищення в класі до Ла-Ліги. У найвищому іспанському дивізіоні починав як один із гравців ротації «Спортінга», утім згодом з'являвся на полі дедалі рідше. 
2012 року віддавався в оренду до кіпрського АЕК (Ларнака), а наступного року на умовах повноцінного контракту став гравцем іспанського друголігового «Мірандеса».
Згодом у 2013–2016 роках грав на Кіпрі за «Ерміс», у Греції за «Олімпіакос» (Волос) та на батьківщині за третьоліговий «Логроньєс».
2017 року продовжив кар'єру у команді «Марино Луанко» з рідного містечка в Сегунді Б.